# Медведєв Павло Миколайович (депутат ВР УРСР)
Павло Миколайович Медведєв (28 січня 1922, село Добре Поле, тепер Хомутовського району Курської області, Російська Федерація — 2 листопада 1987, місто Москва) — радянський військово-морський діяч, політпрацівник, член Військової ради — начальник Політуправління Чорноморського флоту, адмірал. Депутат Верховної Ради УРСР 9—10-го скликань. Кандидат у члени ЦК КПУ в 1976—1981 р.

## Біографія
Народився в бідній селянській родині.
У 1940 році закінчив Севське педагогічне училище (тепер Брянської області) і працював учителем неповної середньої школи на Брянщині.
У Червоній Армії з серпня 1941 року, учасник німецько-радянської війни. Червоноармієць, командир відділення, з червня 1942 року — курсант 44-го батальйону зв'язку у місті Петропавловську Казахської РСР. У 1942 році закінчив Харківське військово-піхотне училище у місті Намангані Узбецької РСР.
Член ВКП(б) з 1943 року.
З 1943 року — комсомольський організатор 516-го стрілецького полку 107-ї стрілецької дивізії Воронезького фронту. З 1944 року — помічник по комсомолу начальника політвідділу 93-ї гвардійської стрілецької дивізії Степового і 2-го Українського фронтів, потім — помічник по комсомолу начальника політвідділу 33-го стрілецького корпусу 2-го і 3-го Українських фронтів.
У 1946—1948 роках — помічник по комсомолу начальника політвідділу Навчального загону Чорноморського флоту.
З березня 1948 року — слухач Курсів удосконалення політскладу при Військово-морському політичному училищі імені Жданова.
У 1948—1953 роках — старший інструктор відділу по роботі серед комсомольців Головного політичного управління ВМС СРСР.
У 1953—1955 роках — слухач Військово-політичної академії імені Леніна.
У серпні 1955 — червні 1956 року — заступник начальника політвідділу 51-ї дивізії торпедних катерів Північного флоту. У червні 1956 — січні 1958 року — начальник політвідділу — заступник по політичній частині командира 51-ї дивізії торпедних катерів Північного флоту.
У січні 1958 — травні 1965 року — начальник партійно-організаційного відділу Політичного управління Північного флоту, заступник начальника Політичного управління Північного флоту.
У травні 1965 — вересні 1967 року — інспектор Управління політичних органів Військово-Морського Флоту Головного політичного управління Радянської армії і ВМФ СРСР. У вересні — грудні 1967 року — старший інспектор Управління політичних органів Військово-Морського Флоту Головного політичного управління Радянської армії і ВМФ СРСР.
У грудні 1967 — травні 1975 року — старший інспектор по ВМФ Інспекції по політичних органах видів Збройних сил Управління організаційно-партійної роботи Головного політичного управління Радянської армії і ВМФ СРСР.
У травні 1975 — січні 1981 року — член Військової ради — начальник Політичного управління Червонопрапорного Чорноморського флоту.
У січні — вересні 1981 року — відповідальний секретар партійної комісії при Головному політичному управлінні Радянської армії і ВМФ СРСР.
У вересні 1981 — травні 1987 року — член Військової ради — начальник Політичного управління Військово-Морського Флоту СРСР.
У 1987 році вийшов у відставку через хворобу.
У червні — листопаді 1987 року — військовий консультант Групи генеральних інспекторів Міністерства оборони СРСР.
Проживав у Москві. Похований на Кунцевському кладовищі Москви.

## Звання
- контр-адмірал (24.05.1971)
- віце-адмірал (29.10.1976)
- адмірал (30.04.1982)

## Нагороди
- Орден Жовтневої Революції
- Два ордени Вітчизняної війни 1-го ст. (17.09.1944, 11.03.1985)
- Два ордени Вітчизняної війни 2-го ст. (16.09.1943, 16.04.1945)
- Три ордени Червоної Зірки (5.02.1943, 1957;)
- Орден «За службу Батьківщині у Збройних Силах СРСР» 3-го ст.
- Румунський орден Тудора Владимиреску 2-го ст.
- Медалі